# Peristylus palawensis
Peristylus palawensis är en orkidéart som först beskrevs av Takasi Tuyama, och fick sitt nu gällande namn av Takasi Tuyama. Peristylus palawensis ingår i släktet Peristylus och familjen orkidéer. Inga underarter finns listade i Catalogue of Life.